# 广西秋英爵床
广西秋英爵床（学名：Cosmianthemum guangxiense）是爵床科秋英爵床属的植物，为中国的特有植物。分布在中国大陆的广西等地，生长于海拔400米至1,300米的地区，见于山顶林下，目前尚未由人工引种栽培。

## 种下等级
- Graptophyllum viriduliflorum C. Y. Wu et H. S. Lo